# St. Leonhard (Viehhausen)

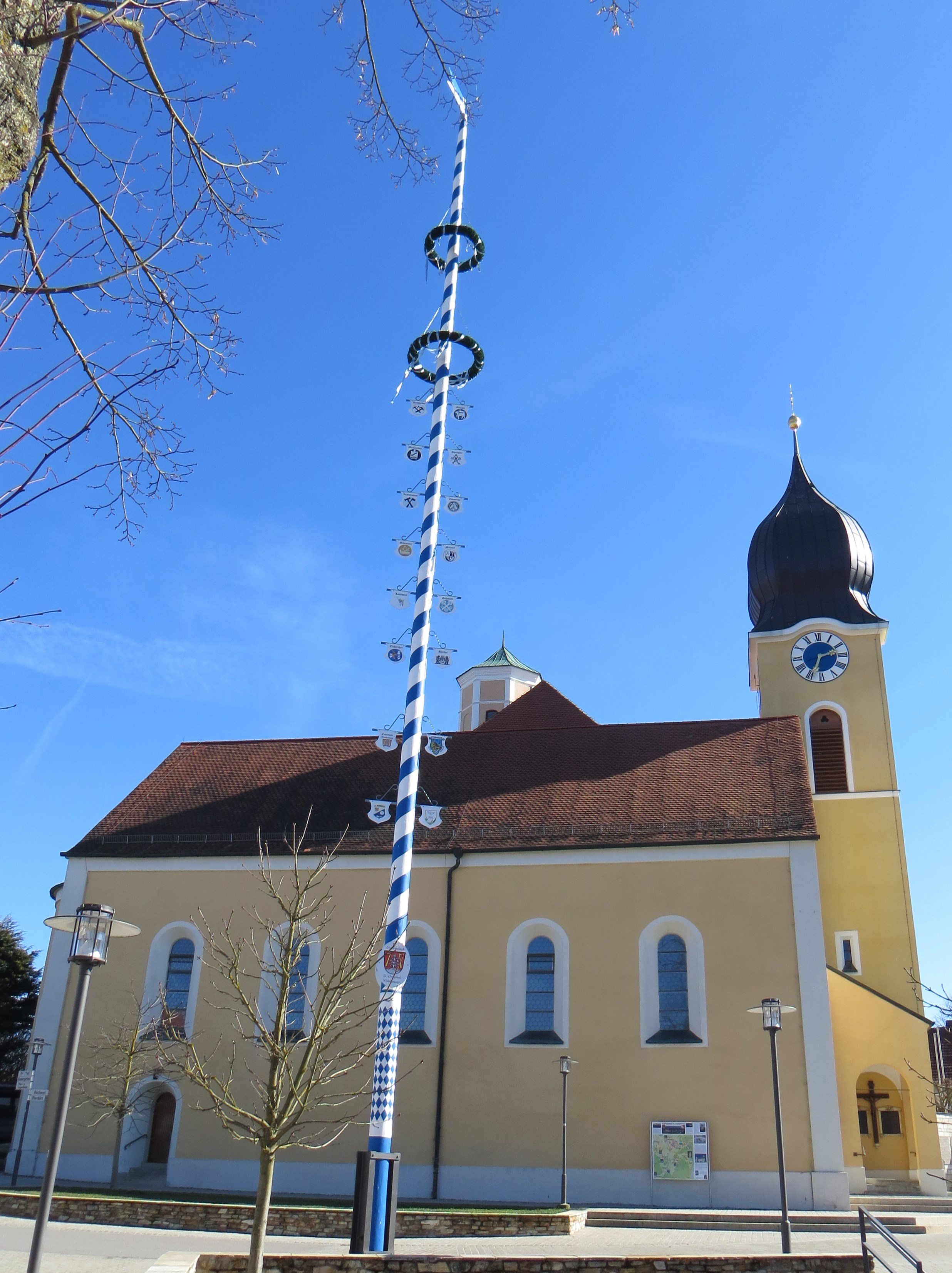
St. Leonhard (Viehhausen)

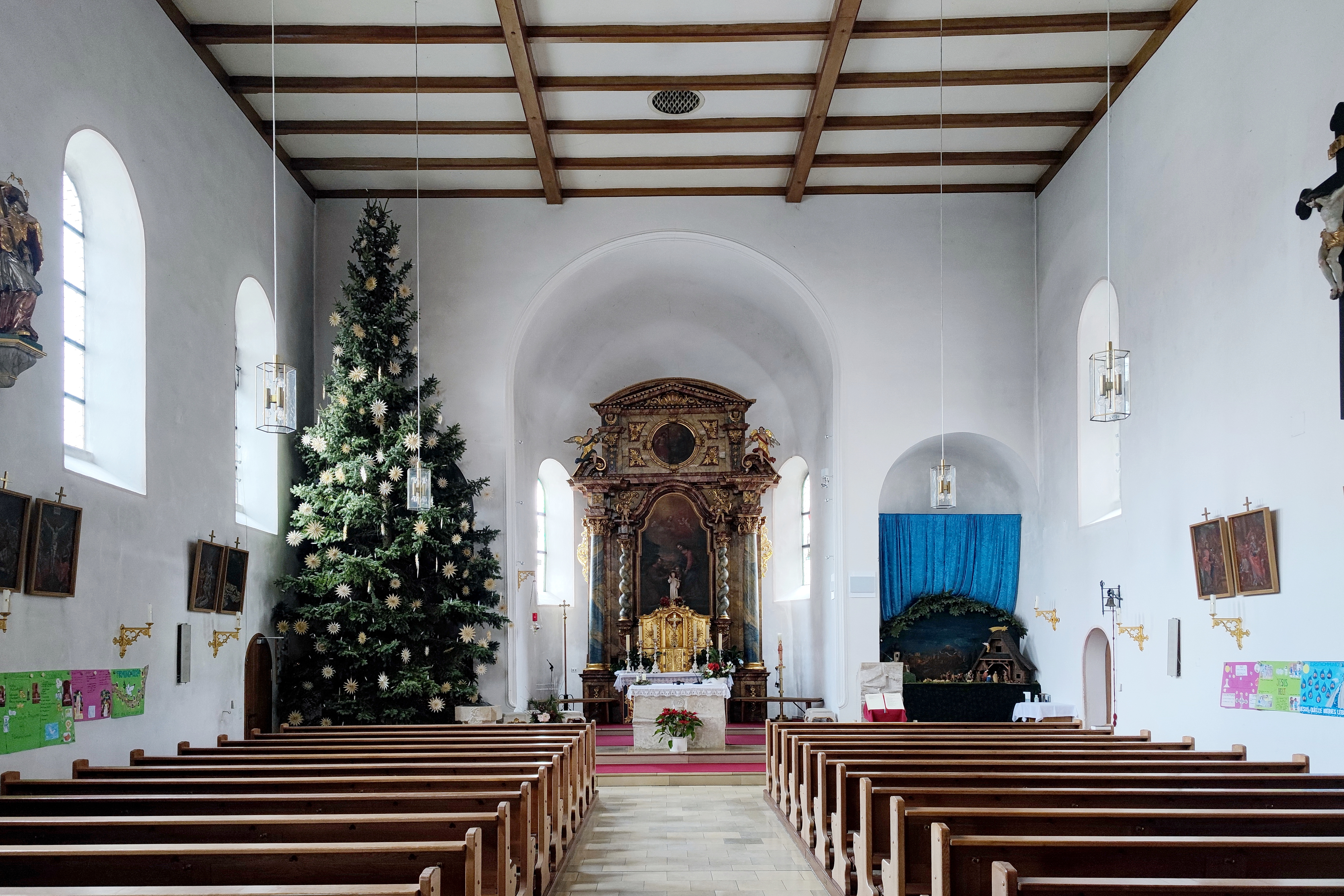
St. Leonhard: Innenraum

Die römisch-katholische, denkmalgeschützte Pfarrkirche St. Leonhard steht in Viehhausen, einem Gemeindeteil der Gemeinde Sinzing im Landkreis Regensburg in der Oberpfalz. Sie gehört zum Bistum Regensburg. Das Bauwerk ist unter der Denkmalnummer D-3-75-199-41 als Baudenkmal in die Bayerische Denkmalliste eingetragen.

## Beschreibung
Die neuromanische Saalkirche wurde 1867 erbaut. Sie besteht aus einem Langhaus, einem eingezogenen, halbrund geschlossenen Chor im Osten und einem Kirchturm an der Südwestecke des Langhauses, der mit einer Zwiebelhaube bedeckt ist. 
Zur Kirchenausstattung gehört ein von zwei Säulen flankierter Hochaltar aus dem frühen 18. Jahrhundert, auf dessen Altarretabel die Heilige Familie dargestellt ist. Die Orgel wurde 1995 als Opus 227 von der Orgelbau Sandtner gebaut.